# De wolvin
De wolvin is het zestiende stripalbum uit de Thorgal-reeks en is getekend door Grzegorz Rosiński met scenario van Jean Van Hamme.
Het verhaal verscheen voor het eerst in 1990 in het stripblad Tintin/Kuifje In datzelfde jaar werd het als album uitgegeven bij uitgeverij Le Lombard.

## Verhaal
Thorgal, Aaricia en Jolan keren terug naar het Northland voor de bevalling van Aaricia. Daarbij ontmoeten ze Wor de Geweldige, een Viking die beweert door het Alding te zijn voorbestemd koning van alle Vikings te worden. In werkelijkheid is Wor de hoofdman van een roversbende die een uitvalsbasis denkt gevonden te hebben in Northland. De enige die hem in de weg staat zijn Thorgal en zijn familie, die hij met list en bedrog om het leven probeert te brengen. Wor vordert hun drakkar zodat Thorgal en de zijnen zich te voet verder moeten verplaatsen. Thorgal laat de hoogzwangere Aaricia achter in een grot om een kar te halen in Northland. Aaricia moet de baby alleen ter wereld brengen in de grot, terwijl daar ook een wolvin moet bevallen.